# 태창운수
태창운수(泰昌運輸)는 강원특별자치도 원주시에 위치한 시내버스 운수업체로, 본사는 강원특별자치도 원주시 치악로 1408 (관설동)에 있다.

## 역사 및 현황
1958년 2월 18일에 창립하였으며, 원주시 시내버스를 운행하고 있다.
현재 법인회생 절차 진행 중이다. (춘천지방법원 사건번호 2015회합509)

## 운행 노선
시내 일반 노선에는 모두 동신운수는 대도여객과 함께 공동 배차에 참여하고 있으며, 58개의 시내버스가 동신운수는 대도여객과 함께 1달 간격으로 순환하면서 배차에 참여하고 있다.

### 도시형버스
- ● 8번: 관설동 ~ 성문사
- ● 10번: 관설동 ~ 한라비발디
- ● 18번: 관설동 ~ 한라대
- ● 19번: 관설동 ~ 한라대
- ● 52번: 관설동 ~ 간현
- ● 52-1번: 관설동 ~ 기업도시
- ● 55번: 관설동 ~ 부론, 귀래
- ● 55-1번: 관설동 ~ 부론, 귀래(구만이종점 경유)
- ● 56번: 관설동 ~ 윌송3리
- ● 57번: 관설동 ~ 상구현
- ● 58번: 관설동 ~ 양동

## 보유 차량
현대자동차
- 현대 뉴 슈퍼 에어로시티
- 현대 저상 뉴 슈퍼 에어로시티

## 같이 보기
- 동신운수
- 대도여객